# DeepL
DeepL este un serviciu de traducere automată neurală care a fost lansat în august 2017 și este deținut de DeepL SE, cu sediul în Köln. Sistemul de traducere a fost inițial dezvoltat în cadrul Linguee și lansat ca entitatea DeepL. Inițial, acesta oferea traduceri între șapte limbi europene și, de atunci, s-a extins treptat pentru a sprijini 33 de limbi.
Algoritmul său folosește rețele neurale convoluționale și un pivot englez. Oferă un abonament plătit pentru funcții suplimentare și acces la API-ul de traducere.

## Serviciu

### Metodologia traducerii
Serviciul utilizează un algoritm proprietar cu rețele neurale convoluționale (CNN) care au fost antrenate cu baza de date Linguee. Potrivit dezvoltatorilor, serviciul utilizează o nouă arhitectură îmbunătățită a rețelelor neurale, care are ca rezultat un sunet mai natural al traducerilor decât cel al serviciilor concurente. Se spune că traducerea este generată cu ajutorul unui supercomputer care atinge 5,1 petaflopi și este operat în Islanda cu ajutorul energiei hidraulice. În general, rețelele CNN sunt puțin mai potrivite pentru secvențe lungi și coerente de cuvinte, dar până în prezent nu au fost utilizate de concurență din cauza slăbiciunilor lor în comparație cu rețelele neurale recurente. Punctele slabe ale DeepL sunt compensate prin tehnici suplimentare, dintre care unele sunt cunoscute publicului.

### Traducător și abonament

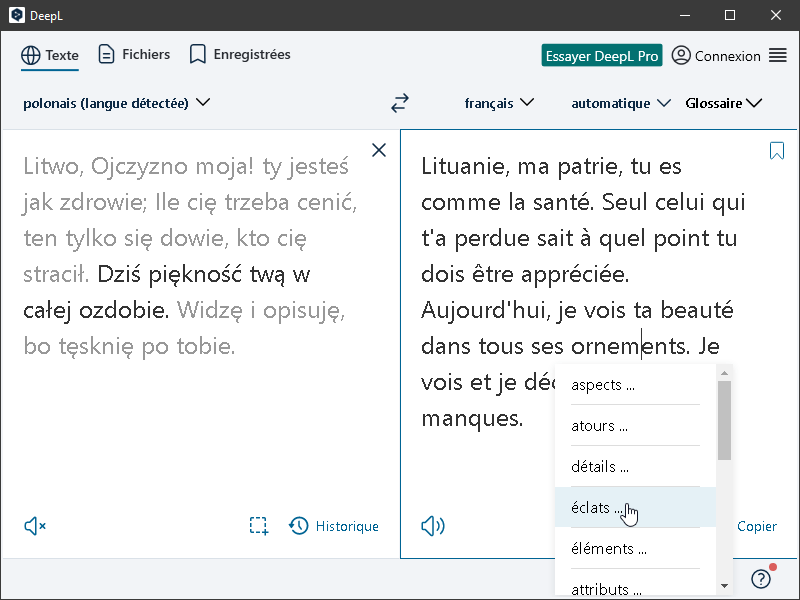
DeepL pentru Windows care traduce din poloneză în franceză

Traducătorul poate fi utilizat gratuit, cu o limită de 1.500 de caractere pe traducere. De asemenea, pot fi traduse fișiere Microsoft Word și PowerPoint în formatele de fișiere Office Open XML (.docx și .pptx) și fișiere PDF.
Acesta oferă un abonament plătit DeepL Pro, care este disponibil din martie 2018 și include accesul la API și un plug-in software pentru instrumentele de traducere asistată de calculator, inclusiv SDL Trados Studio. Spre deosebire de versiunea gratuită, se afirmă că textele traduse nu sunt salvate pe server; de asemenea, limita de caractere este eliminată. Modelul de tarifare lunară include o cantitate stabilită de text, textele care depășesc această cantitate fiind calculate în funcție de numărul de caractere.

#### Limbi acceptate

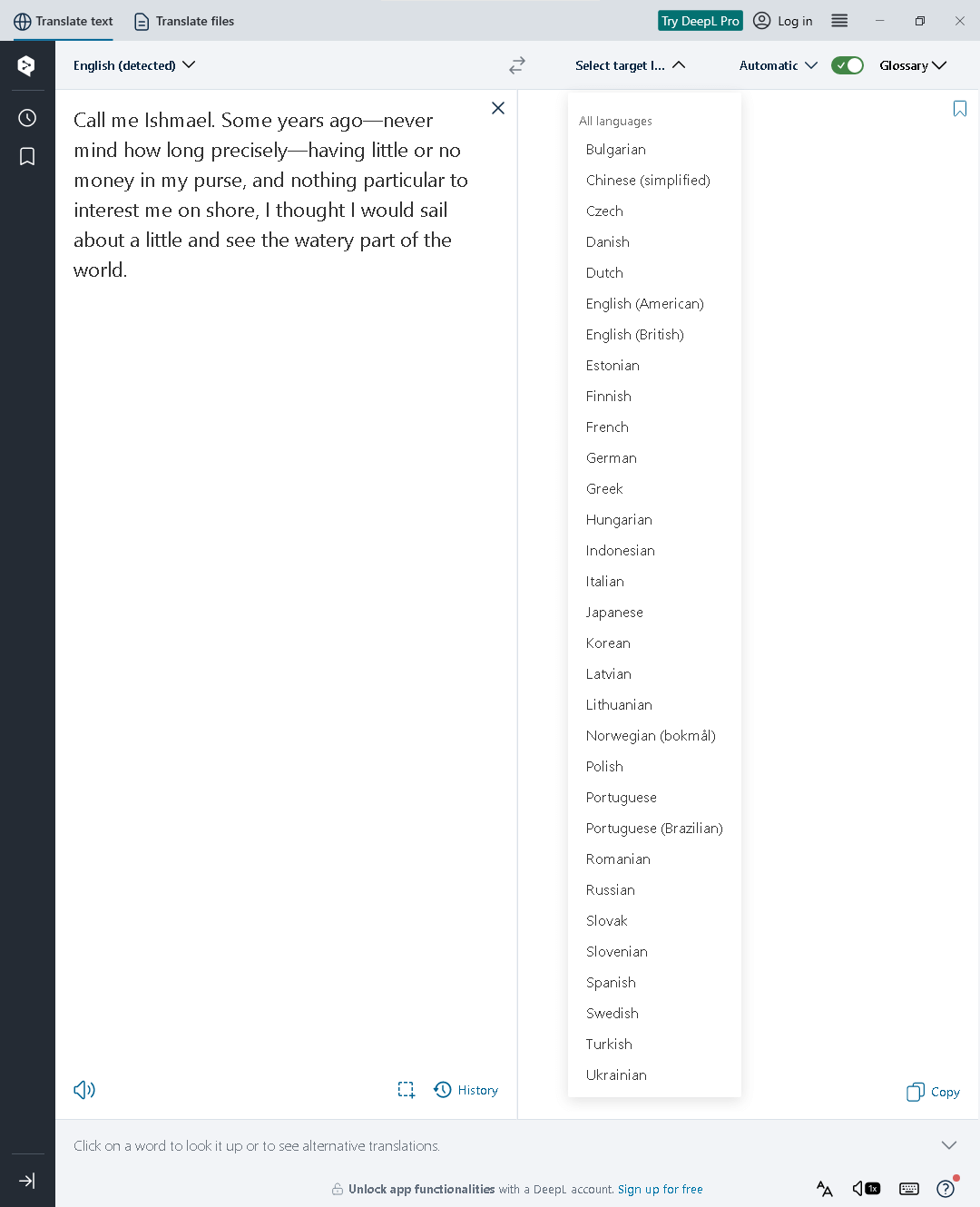
Limbi țintă disponibile în DeepL 23.10.1.11125

Începând cu luna august 2024, serviciul de traducere acceptă următoarele limbi:
- Arabă
- Bulgară
- Chineză (simplificată)
- Chineză (tradițională)
- Cehă
- Daneză
- Neerlandeză
- Engleză (americană și britanică)
- Estoniană
- Finlandeză
- Franceză
- Germană
- Greacă
- Maghiară
- Indoneziană[18]
- Italiană
- Japoneză
- Coreeană
- Letonă
- Lituaniană
- Norvegiană
- Poloneză
- Portugheză (Braziliană și Europeană)
- Română
- Rusă
- Slovacă
- Slovenă
- Spaniolă
- Suedeză
- Turcă[18]
- Ucraineană[19]

## Istoric
Sistemul de traducere a fost dezvoltat pentru prima dată în cadrul Linguee de către o echipă condusă de directorul tehnolgic Jarosław Kutyłowski (ortografie germanizată: Jaroslaw Kutylowski) în 2016. Acesta a fost lansat ca DeepL Translator la 28 august 2017 și a oferit traduceri între engleză, germană, franceză, spaniolă, italiană, poloneză și neerlandeză. La lansarea sa, acesta a susținut că și-a depășit concurenții în testele oarbe (blind) și scorurile BLEU, inclusiv Google Translate, Amazon Translate, Microsoft Translator și funcția de traducere a Facebook. Odată cu lansarea DeepL în 2017, numele companiei Linguee a fost schimbat în DeepL GmbH, și este, de asemenea, finanțată prin publicitate pe site-ul său soră, linguee.com.
Suportul pentru portugheză și rusă a fost adăugat la 5 decembrie 2018.  În iulie 2019, Jarosław Kutyłowski a devenit CEO al DeepL GmbH și a restructurat compania într-o Societate pe acțiuni europeană în 2021. Software-ul de traducere pentru Microsoft Windows și macOS a fost lansat în septembrie 2019. Suportul pentru chineză (simplificată) și japoneză a fost adăugat la 19 martie 2020, despre care compania a susținut că a depășit concurenții menționați mai sus, precum și Baidu și Youdao. Apoi, alte 13 limbi europene au fost adăugate în martie 2021. La 25 mai 2022, a fost adăugat suport pentru indoneziană și turcă, iar suportul pentru ucraineană a fost adăugat la 14 septembrie 2022. În ianuarie 2023, compania a atins o evaluare de 1 miliard de euro și a devenit cea mai valoroasă companie startup din Köln - la sfârșitul lunii, a fost adăugat și suport pentru coreeană și norvegiană (Bokmål).

### DeepL Write
În noiembrie 2022, DeepL a lansat un instrument pentru îmbunătățirea textelor monolingve în engleză și germană, denumit DeepL Write. În decembrie, compania a eliminat accesul și a informat jurnaliștii că era doar pentru uz intern și că DeepL Write va fi lansat la începutul anului 2023. Versiunea beta publică a fost lansată în cele din urmă pe 17 ianuarie 2023.

## Recepție
Recepția DeepL Translator în 2017 a fost în general pozitivă, TechCrunch apreciindu-l pentru acuratețea traducerilor sale și afirmând că este mai precis și mai nuanțat decât Google Translate, și Le Monde mulțumind dezvoltatorilor săi pentru traducerea textului francez în expresii care „sună mai bine a franceză”. Un articol de știri de pe site-ul web al canalului de televiziune olandez RTL Z a declarat că DeepL Translator „oferă traduceri mai bune [...] atunci când vine vorba de neerlandeză în engleză și viceversa”. Un ziar italian, La Repubblica, și un site web din America Latină, „WWWhat's new?”, au arătat, de asemenea, laude.
Presa a remarcat că a avut mult mai puține limbi disponibile pentru traducere decât produsele concurente. O lucrare din 2018 a Universității din Bologna a evaluat capacitățile de traducere din italiană în germană și a constatat că rezultatele preliminare sunt similare în calitate cu Google Translate. În septembrie 2021, Slator a remarcat că răspunsul industriei lingvistice a fost mai măsurat decât presa și a remarcat că este încă foarte apreciat.
DeepL Translator a câștigat Webby Award for Best Practices și 2020 Webby Award for Technical Achievement (Apps, Mobile, and Features), ambele în categoria Apps, Mobile & Voice.